# Перовка (Соль-Илецкий район)
Перовка — село в Соль-Илецком районе Оренбургской области России. Административный центр Перовского сельсовета.

## География
Село расположено на левом берегу Донгуза, в 42 км к северо-востоку от райцентра Соль-Илецка.

## История
Основано в 1859 г. красноуфимскими казаками, которые назвали его по фамилии Оренбургского губернатора Перовского. По сведениям 1866 г. - отряд казачий Перовский.

## Население
| 2010 |
| ---- |
| 450  |